# Catalans want to vote
Catalans want to vote (en català, Els catalans volen votar) va ser una iniciativa d'Òmnium Cultural per reivindicar el dret a l'autodeterminació de Catalunya en diverses capitals europees. Es va dur a terme el 8 de juny de 2014 i va consistir en una actuació simultània a vuit ciutats europees en què es van aixecar castells amb una pancarta que proclamava Catalans want to vote, i en què es donava a conèixer la petició d'exercir el dret a decidir per part dels ciutadans de Catalunya (emmarcada en la consulta del 9N).
L'acte central es va realitzar a la plaça Gaudí de Barcelona. Des d'allà es va connectar amb les actuacions simultànies de Londres, París, Ginebra, Lisboa, Roma, Brussel·les i Berlín. Es van mobilitzar més de 70 colles castelleres a través de la Coordinadora de Colles Castelleres de Catalunya, que a més a més de les 8 capitals europees, van aixecar castells arreu dels Països Catalans.